# Østbirk
Østbirk er en by i Østjylland med 2.578 indbyggere  (2024), beliggende 11 km øst for Brædstrup, 16 km sydvest for Skanderborg og 15 km nordvest for Horsens. Byen hører til Horsens Kommune og ligger i Region Midtjylland.
Østbirk hører til Østbirk Sogn, og Østbirk Kirke ligger i byen. Kirken stammer fra omkring år 1200, og søhelten Peder Skram er gravsat her.

## Faciliteter
Østbirk Skole har omkring 450 elever, fordelt på 0.-9. klassetrin, og to SFO'er. Daginstitutionen Skovhuset flyttede i 2011 til en ny bygning med plads til 140 børn i alderen 0-6 år.
Østbirk Idrætsforening (ØIF), der er stiftet i 1934, tilbyder fodbold, håndbold, badminton, tennis, atletik, gymnastik, petanque, cykling og løb. ØIF benytter Østbirk hallen, og den nye Xtra arena, som blev indviet den 1. september 2018. Horsens Kommune havde bevilget 10 millioner til en multihal i Østbirk. Men ØIF ønskede mere end en multihal, de ville have en hal i fuld størrelse. En kæmpe frivillig indsats er hovedårsagen til, at det er lykkedes at skaffe de manglende midler til at kunne bygge en hal i fuld størrelse. Det første spadestik blev taget fredag 17. november kl. 15.00, og den nye hal blev bygget af ESE Entreprise A/S.
.
Østbirk har en SuperBrugs og flere specialforretninger. Ugeavisen Østbirk Avis udgives i byen og dækker et stort område mellem Horsens og Skanderborg.

## Historie
I 1682 bestod landsbyen Østbirk af 14 gårde og 1 hus med jord. Det samlede dyrkede areal udgjorde 521,0 tønder land, skyldsat til 54,59 tønder hartkorn. Dyrkningsformen var græsmarksbrug med tægter.
Endnu i 1879 beskrives byen ganske kort: "Østbirk med Kirke, Præstegaard og Skole".

### Jernbanen
23. april 1899 blev den smalsporede privatbane fra Horsens til Bryrup indviet, og Østbirk fik station på den. For at undgå omladning af gods til og fra statsbanen i Horsens blev banen i 1929 omlagt til normalspor og samtidig forlænget til Silkeborg.
Med jernbanen blev mulighederne for en byudvikling fremmet. I 1904 blev byen beskrevet således: "Østbirk (1339: Bierke, 1461: Østerbircke), ved Landevejen — 1/2 1901: 95 Huse og 531 Indb. —, med Kirke, Præstegd., Skole med Forskole, Forsamlingshus (opf. 1886), Planteskole, Apotek, Læge- og Dyrlægebolig, Good-Templar Loge, Sparekasse for Ø.-Yding Sogne (opr. 1883...Antal af Konti 258), Mølle, Andelsmejeri, Maskinbageri, Savværk, Købmandshdl., Kro, Jærnbane- og Telegrafst. samt Postekspedition".
Østbirk voksede fra 273 indbyggere i 1901 til 351 i 1906, 409 i 1911, 384 i 1916, 439 i 1921, 459 i 1925, 471 i 1930, 488 i 1935, 509 i 1940, 563 i 1945, 559 i 1950, 576 i 1955, 644 i 1960, 719 i 1965
Horsens-Bryrup-Silkeborg Jernbane blev nedlagt i 1968. Stationsbygningen er bevaret på Ryvej 6; den var opført i røde sten, men blev pudset hvid allerede i 1914. Det meste af banens tracé blev til Naturstien Horsens-Silkeborg, også kaldt Bryrupbanestien. Inde i Østbirk følger den banetracéet mellem Skolegade og Ydingvej, hvor den går midt gennem skolens grund. Men ellers skal man udenfor byen for at finde banetracéet henholdsvis ved Sattrupvej mod sydøst og Rydalvej mod nordvest.

## Velux
Byens største virksomhed, A/S Østbirk Bygningsindustri, var næppe kommet til Østbirk, hvis der ikke havde været jernbane, for den var indtil banens lukning en af dens største kunder. Den københavnske civilingeniør Villum Kann Rasmussen havde midt i 1940'erne opfundet ovenlysvinduet Velux, men kunne ikke finde egnede produktionsforhold i København. Pga. nogle familieforhold endte produktionen i Østbirk, hvor fabrikken stadig beskæftiger 500 mand, halvdelen i udviklingsafdelingen og halvdelen i en lead factory, der i samarbejde med udviklingsafdelingen indkører nye produkter inden de sættes i produktion på de udenlandske fabrikker.